# Mojca Kumerdej
Mojca Kumerdej (Ljubljana, 1964) es escritora, crítica de danza y teatro, filósofa y cronista cultural. Se licenció en filosofía y sociología de la cultura en Liubliana.
Debutó como novelista el 2001 con Krst nad Triglavom («Bautismo sobre Triglav»). Le siguió Fragma (2003), un libro de relatos breves en el cual muestra un mundo original a partir de la sociedad contemporánea y sus carencias. Antihéroes mediocres marcados por un destino poco común protagonizan su prosa, un exponente de la llamada literatura femenina. Sus relatos se han traducido a varios idiomas y forman parte de diferentes antologías eslovenas, así como también extranjeras.
En Temna snov (Materia oscura) se pone en entredicho la moral imperante en la sociedad y los valores éticos. Los personajes de los textos recrean su mundo a partir de la oposición, son seres marginales que a través de su visión quieren hacer creer al lector que existe otro punto de vista donde la normalidad no es tal.